# Thalheimer Bach
Der Thalheimer Bach ist ein gut ein Kilometer langer linker und südwestlicher Zufluss  des Seifenbaches  im hessischen Westerwald.

## Geographie

### Verlauf
Der Thalheimer Bach entspringt im Thalheimer Wald, südwestlich des Dornburger Ortsteils Thalheim auf einer Höhe 278 m ü. NHN. Seine Quelle liegt in einem Mischwald, unweit der Grenze zwischen Rheinland-Pfalz und Hessen. 
Der Bach fließt zunächst in nordöstlicher Richtung, verlässt nach etwa einem halben Kilometer den Wald, durchfließt nun, begleitet von einem breiten Saum aus Büschen und Bäumen, eine Wiesenlandschaft und mündet schließlich südwestlich vom Hof Steinrück und auf einer Höhe von 197 m ü. NHN in  den Seifenbach.

### Flusssystem Elbbach
- Fließgewässer im Flusssystem Elbbach